# China Coal Energy
China Coal Energy Co., Ltd., is een Chinees mijnbouwbedrijf van steenkool. Het is een van de grootste producenten van het land. Het heeft sinds december 2006 een beursnotering, al heeft de staat nog een meerderheidsbelang.

## Activiteiten
China Coal Energy is een grote producent van steenkool. Het heeft diverse mijnen in het noorden van China en houdt zich verder bezig met de handel in steenkool, verwerkt de steenkool in chemische producten en maakt mijnbouwmaterieel. 
In 2017 mijnde het bedrijf 75 miljoen ton steenkool. Hiervan was 65 miljoen ton stoomkolen voor elektriciteitscentrales en 10 miljoen ton cokeskolen voor de hoogovens van de staalindustrie. Cokeskolen zijn ongeveer tweemaal zo duur als stoomkolen. De belangrijkste steenkoolproducerende regio’s van China Coal Energy zijn Binnen-Mongolië en Shanxi. 
Het koopt ook steenkool in bij andere bedrijven en de verkooporganisatie van China Coal Energy verkocht bijna 130 miljoen ton in totaal. Een heel klein deel van de steenkool wordt geëxporteerd. Het bedrijfsonderdeel chemie produceerde 1 miljoen ton polyolefinen en 2 miljoen ton ureum.
Van de omzet in 2017 werd driekwart bereikt met de verkoop van steenkool, 15% met de verkoop van chemische producten en ruim 5% met de verkoop van mijnbouwmaterieel.
Op 16 december 2006 kregen de H-aandelen een beursnotering aan de Hong Kong Stock Exchange. Op 7 september 2007 werden de A-aandelen genoteerd op de Shanghai Stock Exchange. Het staatsbedrijf China National Coal Group Corporation heeft een meerderheidsbelang van 57,4% in het bedrijf.